# Intranet
Prin conceptul intranet se face referință la o rețea informatică care utilizează protocolul de comunicații IP, precum și stiva de protocoale construită pe baza acestuia pentru a partaja informații, a utiliza sisteme de operare sau servicii informatice în cadrul unei organizații. De obicei este internă, mai degrabă decât publică, cum este Internetul, deci numai membrii organizației respective au acces la ea.

## Etimologie
Cuvântul intranet este o variantă modificată a termenului internet, pentru a sugera că este tehnologic similară acestuia, doar că prefixul inter- este înlocuit cu intra-, pentru a sugera disponibilitatea acesteia doar în interiorul unui spațiu.